# Alojz Fortuna
Alojz (Lojze) Fortuna, slovenski politik in prvoborec, * 21. junij 1927, Ljubljana, † 31. januar 1998, Naklo. 
Bil je mdr. sekretar Zveze Sindikatov Slovenije.